# Banū Ḥanīfa
I Banū Ḥanīfa (in arabo بنو حنيفة‎?) sono stati un'antica tribù araba insediata nella Yamama, nella regione centrale della Penisola araba. La tribù faceva parte del più grande insieme dei Rabi'a, o Qaysiti o Mudar, che rappresentavano le varie tribù nord-arabiche che si ritenevano discendenti di ʿAdnān, e che includevano anche gli ʿAnaza, gli Abd al-Qays, i Bakr e i Taghlib. Sebbene annoverati dagli esperti di genealogie arabe (ansāb) come una branca cristiana dei Banu Bakr, gli Ḥanīfa condussero un'esistenza indipendente prima dell'apparire dell'Islam.

## Età preislamica
I componenti della tribù sembrano siano stati essenzialmente sedentari e impegnati in attività agricole prima dell'Islam, vivendo in piccoli insediamenti tra i wadi del Najd orientale (al-Yamama), particolarmente nella valle di al-ʿIrḍ, che più tardi assunse per questo il nome di Wadi Hanifa). Alcune fonti, come l'opera enciclopedica di Yaqut (XIII secolo) attribuisce loro la fondazione delle città di Hajr (che precedette nel tempo l'attuale città di Riad) e di Manfūḥa, e dei granai di al-Kharj.  Secondo la leggenda, la tribù si era spostata nella Yamāma dall'originario Hijaz dopo che gli abitanti della Yamama, i leggendari Tasm e Jadis, erano stati decimati dalla guerra.

## Età islamica
I Banū Ḥanīfa svolsero un ruolo importante nella prima storia islamica. Verso il 9 dell'Egira, 631-32 d.C., secondo le cronache tradizionali islamiche, essi inviarono una delegazione per sottoscrivere un'alleanza col profeta Maometto. Tra i componenti di essa vi era Musaylima ibn Habib che, probabilmente da ciò che vide allora, si rafforzò nell'idea di essere anch'egli chiamato alla profezia dalla sua divinità, che chiamava Raḥmān.. La delegazione, prima del suo rientro, abbracciò l'Islam, abiurando il Cristianesimo.
Maometto morì poco tempo dopo e i Banū Ḥanīfa abbandonarono subito la religione islamica, ponendosi sotto la guida del loro "profeta" Musaylima. Si dice che Musaylima avesse proclamato la sua profezia poco dopo la morte di Maometto, affermando di essere stato partner di questi, indicato da un'ispirazione di provenienza divina. Ciò scatenò, tra le altre ragioni, il movimento ostile a Medina che fu bollato dai cronisti musulmani come "Guerra della ridda", in cui i musulmani di Medina, sotto la guida del loro primo Califfo, Abū Bakr, riuscirono ad assoggettare l'intera Penisola araba, al costo di gravi perdite. In tale contesto essi piegarono anche i Banū Ḥanīfa al terzo tentativo esperito, uccidendo Musaylima nella battaglia di ʿAqrabāʾ, a circa 30 km a nord dell'attuale Riad, inducendo il resto dei Banū Ḥanīfa a piegarsi alla Umma, entrandone a far parte.

## Età omayyade e abbaside
A causa della loro partecipazione alle battaglie della Ridda, molti membri della tribù furono messi al bando e non parteciparono alle conquiste islamiche in Mesopotamia, Siria-Palestina ed Egitto. La misura fu sostanzialmente ammorbidita dal successore di Abu Bakr, ʿUmar, e componenti dei Banū Ḥanīfa si unirono perciò alle truppe musulmane, una parte dei quali fu assegnata come guarnigione del neo-costituito misr di al-Kūfa.
Vari membri dei Banū Ḥanīfa entrarono tra i gruppi kharigiti che osteggiarono in armi il Califfato. Uno di essi, di nome Najda ibn 'Amir, costituì addirittura un minuscolo Stato kharigita nella al-Yamama durante il periodo omayyade.  In seguito, la tribù sembra fosse tornata alla sua precedente attività agricola, subendo i versi di dileggio del famoso poeta Jarir ibn Atiya che li derise per aver preferito l'"umile" vita del contadino alla "gloriosa" vita del nomade arabo, e accusandoli di codardia e incompetenza in guerra. Altri letterati dell'VIII secolo però, come al-Jāḥiẓ, espressero ammirazione per le loro qualità belliche.  Al-Jahiz, tuttavia, notava anche con curiosità che la tribù non partorisse poeti di un qualche valore. Il secolo dopo Ṭabarī sottolineava come i piccoli raggruppamenti tribali dediti all'agricoltura e alcune sezioni beduine (ricordati appena di sfuggita dalle fonti islamiche) avessero raggiunto, ai primi dell'Islam, il resto dei beduini dei Bakr e degli 'Anaza nell'Arabia settentrionale e nell'Iraq meridionale.
Forse a causa degli strascichi della guerra della ridda e delle azioni dei kharigiti di Najda, gli Omayyadi e gli Abbasidi si assicurarono di non nominare mai alcun membro della tribù al governatorato delle province in cui essi erano presenti, in Yamama.  Nel IX secolo, la dinastia alide dei Banu l-Ukhaydir giunse al potere in al-Yamama, dopo essere fuggiti dalla natia Mecca.  Secondo Yāqūt e altri autori, il governo ukhaydiride fu duro con i Banū Ḥanīfa, inducendo molti di loro ad emigrare a Bassora (Iraq), e nell'Alto Egitto, dove secondo al-Ya'qubi nel IX secolo fu da essi costituita un'entità in cui i Banū Ḥanīfa formavano la maggioranza della popolazione nel Wadi al-Allaqi, vicino Aswan, dove si erano presto trasferiti coi figli e le loro donne.  Qui essi lavorarono nelle miniere d'oro e, a dire di Yāqūt, il "Sultano di al-Allaqi" era un uomo dei Banū Ḥanīfa.
Geografi come Abu Muhammad al-Hasan al-Hamdani (X secolo) e Yāqūt (XIII secolo) sembrano indicare i Banū Ḥanīfa come ancora insediati nelle loro terre ancestrali all'epoca in cui scrivevano, malgrado sembri che la tribù abbia gestito poco potere politico, e molti loro antichi insediamenti siano stati occupati da altre tribù, quali i Banu Tamim e i Banu 'Amir.  Yaqut, peraltro, indica che essi costituivano ancora la maggioranza nella capitale provinciale dell'al-Yamama, Hajr.

## XIV secolo
Nel XIV secolo Ibn Battuta, parlando della sua visita a Hajr, rivela che la maggior parte dei suoi abitanti appartengono ai Banū Ḥanīfa e racconta del suo unirsi al loro Emiro, appartenente al clan dei Tufayl ibn Ghanim, nel suo pellegrinaggio a La Mecca.
Poco si sa in seguito dei Banū Ḥanīfa.

Oggi molti loro clan rivendicano la loro appartenenza agli ʿAnaza o ai Wāʾil e ciò viene spiegato da uno studioso come Hamad al-Jassir come il tentativo di associarsi a una tribù beduina più potente, anche se tale spiegazione lascia ancora alquanto perplessi.